# Pyssestenen

Pyssestenen är en fornlämning utanför Röke i Hässleholms kommun. Stenen är försedd med hällristningar i form av 25 skålgropar, samt en avlång och en rännformig fördjupning. Skålgroparna finns på stenblockets ovansida och varierar i storlek mellan fyra och tio centimeter i diameter och är mellan en halv och fyra centimeter djupa. 

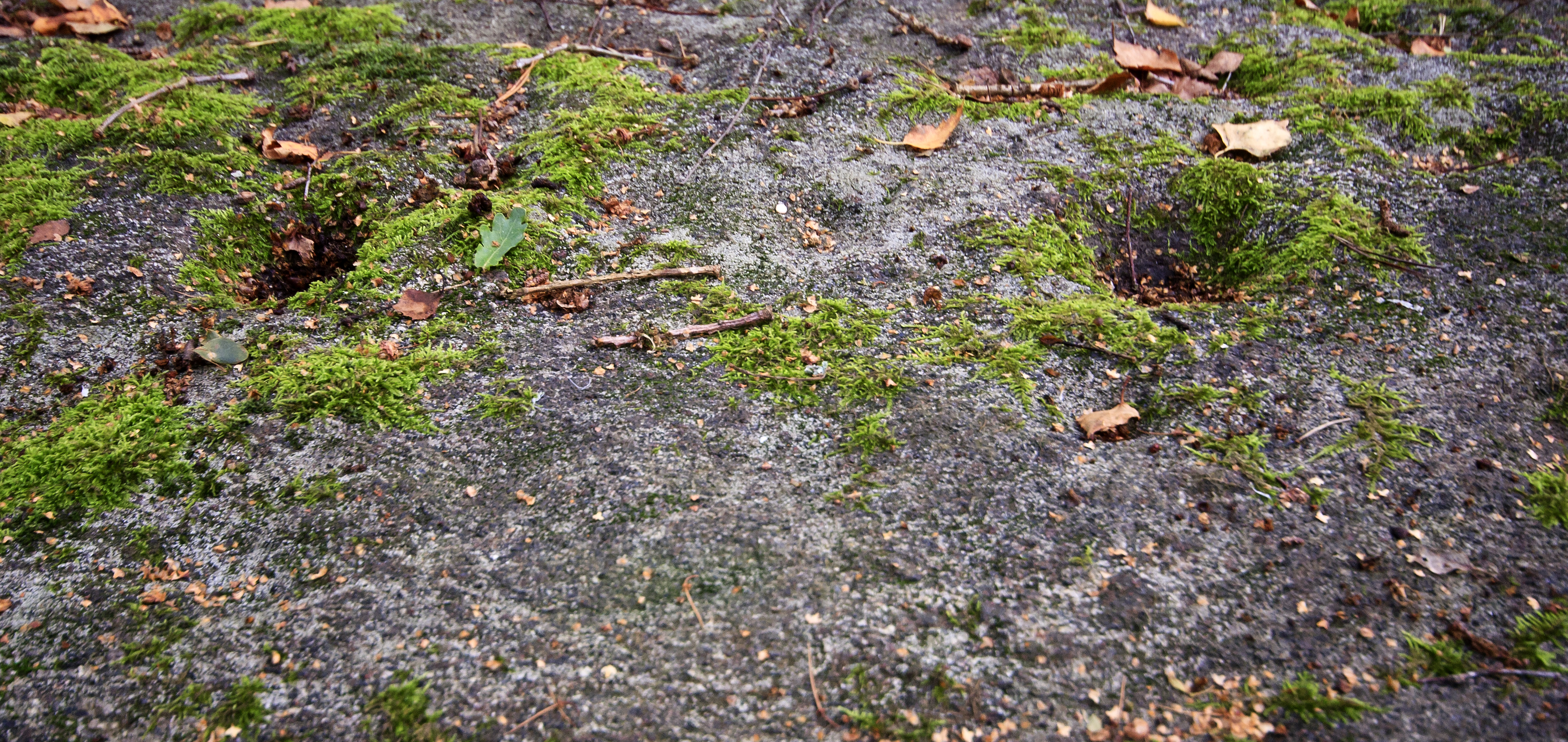
Ett par av stenens skålgropar.